# (14088) Ancus
(14088) Ancus (1997 JB10) – planetoida z pasa głównego asteroid okrążająca Słońce w ciągu 3,45 lat w średniej odległości 2,28 j.a. Odkryta 3 maja 1997 roku.